# Natasha Morrison
Natasha Morrison (ur. 17 listopada 1992) – jamajska lekkoatletka, sprinterka, mistrzyni świata w 2015. 
Zdobyła srebrny medal w sztafecie 4 × 100 metrów podczas mistrzostw panamerykańskich juniorów w 2011 w Miramar, a w biegu na 100 metrów zajęła 5. miejsce.
Zwyciężyła w sztafecie 4 × 100 metrów na mistrzostwach świata w 2015 w Pekinie  (sztafeta jamajska biegła w składzie: Veronica Campbell-Brown, Morrison, Elaine Thompson i Shelly-Ann Fraser-Pryce), a w biegu na 100 metrów zajęła w finale 7. miejsce. Dwa lata podczas kolejnej edycji światowego czempionatu w Londynie doszła do półfinału biegu na 100 metrów, zaś z koleżankami z reprezentacji wywalczyła brązowy medal w biegu rozstawnym 4 × 100 metrów.
W 2021 biegła w eliminacjach sztafety 4 × 100 metrów podczas igrzysk olimpijskich w Tokio, awansując do finału. Nie znalazła się jednak w składzie na bieg finałowy, a jej koleżanki z reprezentacji wywalczyły złoto.
Zdobywała medale podczas World Athletics Relays.

## Rekordy życiowe
| Konkurencja        | Data i miejsce            | Wynik |
| ------------------ | ------------------------- | ----- |
| bieg na 100 metrów | 16 września 2023, Eugene  | 10,85 |
| bieg na 200 metrów | 27 czerwca 2021, Kingston | 22,74 |